# Constitution vivante
La Constitution vivante (en anglais : Living Constitution) est une théorie de l'interprétation juridique développée dans le constitutionnalisme américain, selon laquelle le contenu d'une constitution est dynamique et évolue sous l'influence des changements sociaux. L'idée d'une "constitution vivante" consiste en ce que l'état actuel de la société contemporaine doit être pris en compte dans l'interprétation des phrases constitutionnelles clés créées au XVIIIe siècle.
Selon le juge Oliver Wendell Holmes Jr, les litiges constitutionnels "doivent être examinés à la lumière de toute notre expérience, et non pas seulement de ce qui a été dit il y a un siècle".
La Constitution est définie par cette théorie comme la Loi vivante du pays, car elle est transformée en fonction des nécessités du temps et des circonstances.
Le terme est apparu pour la première fois en 1927 dans le titre du livre du professeur Howard McBain, The Living Constitution : A Survey of the Realities and Legends of Our Fundamental Law.
Les arguments en faveur de la Constitution vivante varient mais peuvent généralement être répartis en deux catégories. Premièrement, le point de vue pragmatique soutient que l'interprétation de la Constitution conformément à sa signification ou à son intention initiale est parfois inacceptable sur le plan politique et qu'une interprétation évolutive est donc nécessaire.
La seconde, relative à l'intention, affirme que les rédacteurs de la Constitution américaine ont spécifiquement écrit la Constitution en termes larges et flexibles pour créer un document aussi dynamique et "vivant".
Les opposants à cette idée font souvent valoir que la Constitution doit être modifiée par un processus d'amendement, car permettre aux juges de changer le sens de la Constitution, loi fondamentale qui fonde l'État nuit la démocratie. Un autre argument contre la Constitution vivante est que les parlementaires, chargés de faire les lois, représentent mieux la volonté des Américains que les juges constitutionnels puisque des élections périodiques permettent aux individus de voter sur qui les représentera au Congrès des États-Unis et que les membres du Congrès devraient être plus sensibles aux opinions de leurs électeurs alors que les juges fédéraux ne sont pas élus par exemple.
Une alternative au concept de constitution vivante est ce qu'on appelle "l'originalisme", qui repose sur la conviction que le pouvoir judiciaire ne devrait pas créer, modifier ou abroger les lois (car cela révèle normalement du domaine du législateur), mais seulement les faire appliquer.
Les partisans de la théorie de la Constitution vivante, tels que les professeurs Michael Kammen et Bruce Ackerman, se qualifient d'organistes,.

## La constitution des États-Unis
La Constitution des États-Unis de 1787 comporte trois éléments :
- Un préambule, qui n'est pas reconnu par les tribunaux et la doctrine américaine comme faisant partie intégrante de la Loi fondamentale, mais qui n'est considéré que sous l'angle de la source dont il émane et des objectifs pour lesquels il est façonné : établir la justice, assurer la tranquillité intérieure, organiser la défense commune, promouvoir le bien-être général et fournir les avantages de la liberté aux citoyens des États-Unis ;
- 7 articles ;
- 27 amendements.

Le texte de la Constitution, bien que simple, logique et concis, contient beaucoup de choses vagues, imprécises et contradictoires. Il contient beaucoup d'expressions générales. La Constitution ne contient pas de dispositions sur les institutions les plus importantes du pouvoir politique - contrôle de constitutionnalité, partis politiques, corps exécutif ; les procédures d'élection des hauts fonctionnaires et des organes, et les activités parlementaires sont décrites de manière assez superficielle. Dans ses dispositions (contrairement aux actes constitutionnels d'autres États), des concepts tels que "suffrage universel", "parti", "budget" sont absents. Quant à la question importante de la forme du gouvernement de l'État, qui occupe une place prépondérante dans d'autres constitutions, elle ne se trouve dans la Constitution des États-Unis qu'à l'article IV ; elle repose sur l'affirmation suivante : "Les États-Unis garantissent une forme républicaine de gouvernement à chaque État de l'Union. Rien n'est dit sur la forme de gouvernement des États-Unis eux-mêmes. 
Charles Evans Hughes, juge en chef des États-Unis (1930-1941) disait : « Nous sommes régis par une Constitution, mais cette Constitution est ce que les juges disent ce qu'elle est. ».

## Histoire

### Contexte
Au cours de l'ère progressiste, de nombreuses initiatives ont été promues et combattues mais n'ont pas pu être menées à bien par des organes législatifs ou des procédures judiciaires aux États-Unis. L'affaire Pollock v. Farmers' Loan & Trust Co. a rendu furieux les premiers militants progressistes qui espéraient obtenir un impôt sur le revenu. Cela a amené les progressistes à penser que la Constitution américaine était inamendable et qu'ils devaient finalement trouver un nouveau moyen d'atteindre le niveau de progrès souhaité,. D'autres propositions ont été envisagées, comme celle de rendre la formule d'amendement plus facile.

### Origines
L'expression provient à l'origine du titre d'un livre du même nom publié en 1927 par le professeur Howard Lee McBain, et les premiers efforts pour développer le concept dans sa forme moderne ont été attribués à des personnalités comme Oliver Wendell Holmes Jr, Louis D. Brandeis et Woodrow Wilson. Les premières mentions de la Constitution comme étant "vivante", notamment dans le contexte d'une nouvelle façon de l'interpréter, proviennent du livre de Woodrow Wilson, Constitutional Government in the United States, dans lequel il écrit :

« Les constitutions politiques vivantes doivent être darwiniennes dans leur structure et dans leur pratique. »

Wilson a renforcé cette opinion, du moins publiquement, alors qu'il faisait campagne pour la présidence en 1912 :

« La société est un organisme vivant et doit obéir aux lois de la vie, non de la mécanique ; elle doit se développer. Tout ce que les progressistes demandent ou désirent, c'est la permission - à une époque où "développement", "évolution", est le mot scientifique - d'interpréter la Constitution selon le principe darwinien ; tout ce qu'ils demandent, c'est la reconnaissance du fait qu'une nation est un être vivant et non une machine. »

### Un pragmatisme judiciaire
Bien que la "Constitution vivante" soit elle-même une caractérisation, plutôt qu'une méthode d'interprétation spécifique, l'expression est associée à diverses théories d'interprétation non originaliste, le plus souvent le pragmatisme judiciaire.
Selon le point de vue pragmatique, la Constitution doit être considérée comme évoluant au fil du temps en fonction de la nécessité sociale. Le fait de s'en tenir au seul sens originel, qui autoriserait largement de nombreuses pratiques aujourd'hui universellement condamnées, conduit donc à rejeter d'emblée l'originalisme pur.
Ce point de vue général a été exprimé par le juge Richard Posner :

« Une constitution qui n'aurait pas invalidé une loi aussi offensante, oppressive, probablement antidémocratique et sectaire [que la loi du Connecticut interdisant les contraceptifs] se révélerait contenir des lacunes importantes. 
Peut-être est-ce là la nature de notre Constitution écrite, ou peut-être de toute Constitution écrite ; mais peut-être les tribunaux sont-ils autorisés à combler au moins les lacunes les plus flagrantes. Quelqu'un croit-il vraiment, au fond de son cœur, que la Constitution doit être interprétée de façon si littérale qu'elle autorise toutes les lois imaginables qui ne violent pas une clause constitutionnelle spécifique ? Cela signifierait qu'un État pourrait exiger que tout le monde se marie, ou ait des rapports sexuels au moins une fois par mois, ou qu'il pourrait retirer le deuxième enfant de chaque couple et le placer dans un foyer d'accueil..... Nous trouvons rassurant de penser que les tribunaux s'interposent entre nous et la tyrannie législative, même si une forme particulière de tyrannie n'a pas été prévue et expressément interdite par les auteurs de la Constitution. »

La position pragmatique est au cœur de l'idée selon laquelle la Constitution doit être considérée comme un document vivant. Selon ce point de vue, par exemple, les exigences constitutionnelles en matière d'"égalité des droits" doivent être interprétées au regard des normes d'égalité contemporaines, et non de celles d'il y a des décennies ou des siècles, une solution qui serait inacceptable.

### Intention initiale
En plus des arguments pragmatiques, la plupart des partisans de la Constitution vivante soutiennent que la Constitution a été délibérément rédigée pour être large et flexible afin de s'adapter aux changements sociaux ou technologiques au fil du temps. Edmund Randolph, dans son projet d'esquisse de la Constitution, a écrit :

« Dans l'élaboration d'une constitution fondamentale, deux choses méritent l'attention :
1. N'insérer que les principes essentiels, afin de ne pas entraver les opérations du gouvernement en rendant permanentes et inaltérables des dispositions qui devraient être adaptées aux temps et aux événements ; et
2. D'employer un langage simple et précis, et des propositions générales, à l'exemple des constitutions des différents États. »

Les adeptes de la doctrine affirment que la consigne de Randolph d'utiliser "un langage simple et précis, et des propositions générales", afin que la Constitution puisse "s'adapter aux temps et aux événements", est une preuve du "génie" de ses rédacteurs.
James Madison, l'auteur principal de la Constitution et souvent appelé "Père de la Constitution", a dit ceci dans son argumentation en faveur de l'intention originelle et contre la modification de la Constitution en faisant évoluer le langage :

« Je suis entièrement d'accord avec l'opportunité de recourir au sens dans lequel la Constitution a été acceptée et ratifiée par la Nation. Dans ce seul sens, elle est la Constitution légitime. Et si ce n'est pas le guide de son interprétation, il n'y a aucune garantie de cohérence et de stabilité, ni même d'exercice fidèle de ses pouvoirs. Si l'on cherche le sens du texte dans le sens changeant des mots qui le composent, il est évident que la forme et les attributs du Gouvernement doivent subir les changements auxquels sont constamment soumis les mots et les phrases de toutes les langues vivantes. Le code des lois serait métamorphosé si toute sa phraséologie ancienne était prise dans son sens moderne. »

Certains partisans de la Constitution vivante cherchent à se réconcilier avec la vision originaliste, qui interprète la Constitution telle qu'elle devait être interprétée à l'origine.

## Différents arguments en opposition à la théorie d'une Constitution vivante
Le concept de constitution vivante, qui fait l'objet d'une importante controverse, est assailli par de nombreux arguments contradictoires.

### Méprise du langage constitutionnel
L'idée d'une Constitution vivante a souvent été caractérisée par le juge Antonin Scalia et d'autres comme faisant fi de manière inhérente du langage constitutionnel et comme suggérant qu'il ne faut pas simplement lire et appliquer le texte constitutionnel.
Jack Balkin défend l'idée que ce n'était pas le sens voulu du terme, cependant, et suggère que la Constitution soit lue de manière contemporaine, plutôt qu'historique.
Une telle enquête consiste souvent à consulter le sens ou l'intention d'origine, ainsi que d'autres moyens d'interprétation. Une application correcte implique alors un certain rapprochement entre les divers dispositifs, et non un simple rejet de l'un ou l'autre.

### Activisme judiciaire
Une autre vision courante de la Constitution vivante est qu'elle est synonyme de gouvernement des juges, une expression généralement utilisée pour accuser les juges de résoudre des affaires en fonction de leurs propres convictions ou préférences politiqueset chercheraient à légiférer depuis le banc. 
Les adeptes de la Constitution vivante sont souvent accusés de " lire des droits " dans la Constitution et de revendiquer que la Constitution impliquerait des droits qui ne se situent pas dans son texte. Par exemple, dans l'affaire Roe v. Wade, la Cour suprême des États-Unis a estimé que la Constitution contient un "droit à la vie privée" implicite, qui s'étend au droit d'une femme de décider de se faire avorter. En tant que telle, la Cour a estimé que le gouvernement pouvait réglementer ce droit avec un intérêt impérieux et seulement si la réglementation est aussi peu intrusive que possible. Les critiques conservateurs ont accusé la Cour suprême de militantisme en inventant un droit constitutionnel à l'avortement. Cette accusation est fondée dans la mesure où le droit à l'avortement n'avait effectivement pas été reconnu, mais elle a été appliquée de manière sélective. Par exemple, peu de conservateurs lancent la même accusation contre la Cour suprême pour ses décisions concernant l'immunité souveraine, un terme que la Cour suprême a également trouvé dans le onzième amendement.

### Comparaisons
On peut noter que la Constitution vivante ne représente pas en soi une philosophie détaillée et qu'il peut être difficile de la distinguer d'autres théories. En effet, ses partisans suggèrent souvent qu'elle est la véritable philosophie originaliste, mais les originalistes s'accordent généralement à dire que des expressions telles que "juste compensation" devraient être appliquées différemment d'il y a 200 ans. Il a été suggéré que la véritable différence entre les philosophies judiciaires ne concerne pas du tout le sens mais plutôt l'application correcte des principes constitutionnels.